# Matt Elliott (musicista)
Matt Elliott, noto anche con lo pseudonimo di The Third Eye Foundation (Bristol, 10 marzo 1974), è un cantautore e chitarrista inglese.

## Biografia
Durante gli anni novanta Elliott iniziò a registrare con i Linda's Strange Vacation, nel cui organico erano compresi Kate Wright e Rachel Brook. Elliott suonava occasionalmente anche nei Movietone di Wright e Brook, e nei Flying Saucer Attack di Brook e Dave Pierce. Il primo album registrato da Elliott usando lo pseudonimo Third Eye Foundation è Semtex, uscito nel 1996 per l'etichetta privata Linda's Strange Vacation anche grazie all'aiuto della neonata Domino Recording Company. I seguenti Ghost (1997), You Guys Kill Me (1998) e Little Lost Soul (2000) uscirono invece per la Domino. Nel 2003 uscì il primo album di Elliott pubblicato a suo nome The Mess We Made, stilisticamente differente dai dischi precedenti. I successivi Drinking Songs (2005), dove la musica di Elliott si avvicina a quella di Tindersticks e The Black Heart Procession, Failing Songs (2006), e Howling Songs (2008) furono pubblicati per l'etichetta francese Ici, d'ailleurs... e costituiscono una trilogia. Nel 2009 Elliott prese parte come musicista di supporto durante una tournée di Yann Tiersen.
Nel corso della sua carriera, Elliott ha realizzato i remix di Amp, Hood, Yann Tiersen, Mogwai, Ulver, Tarwater, Pastels, Navigator, Urchin, Suncoil Sect, Remote Viewer, Thurston Moore e altri, molti dei quali raccolti nelle sue antologie.

## Discografia parziale

### Come Matt Elliott

#### Album in studio
- 2003 – The Mess We Made
- 2005 – Drinking Songs
- 2006 – Failing Songs
- 2008 – Howling Songs
- 2009 – Failed Songs
- 2012 – The Broken Man
- 2013 – Only Myocardial Infarction Can Break Your Heart
- 2016 – The Calm Before
- 2018 – Songs of Resignation
- 2020 – Farewell to All We Know

#### Antologie
- 2006 – Collected Works
- 2019 – Selected Works

#### Album di remix
- 2004 – OuMuPo

### Come The Third Eye Foundation

#### Album in studio
- 1996 – Semtex
- 1977 – Ghost
- 1998 – You Guys Kill Me
- 2000 – Little Lost Soul
- 2010 – The Dark
- 2018 – Wake the Dead

#### Album di remix
- 1996 – In Version
- 2001 – I Poo Poo on Your JuJu